# Yttrandefrihetskommittén
Yttrandefrihetskommittén, fram till 2008 Tryck- och yttrandefrihetsberedningen, var en av Sveriges regering tillsatt parlamentariskt sammansatt kommitté som verkade under åren 2003–2012. Kommittén följdes av 2018 års tryck- och yttrandefrihetskommitté.

## Bakgrund
Utredningens syfte var att utreda om dagens tryckfrihetsförordning (TF) samt yttrandefrihetsgrundlag (YGL) skulle kunna ersättas av en mer teknikneutral grundlag. Därmed ville regeringen i praktiken undersöka möjligheten att få in nätet under grundlagsskyddet. Slutsatsen som kommittén presenterade 2010 var att det är omöjligt att ge samtliga yttranden samma grundlagsskydd och att det därför är nödvändigt med vissa begränsningar. Utredningen presenterade i sitt delbetänkande tre förslag för hur dessa begränsningar skulle kunna utformas och de är efter tre huvudprinciper; ansvarsmodellen, verksamhetsmodellen och ändamålsmodellen utan att förespråka någondera.

## Ordförande
- Göran Regner  2003–2008
- Göran Lambertz  2008–2012

## Betänkanden
Kommittén lämnade fyra delbetänkanden 2004–2010 och ett slutbetänkande 2012:
- Vissa tryck- och yttrandefrihetsrättsliga frågor. Internationellt rättsligt bistånd, brottskatalogen, målhandläggnings-frågor m.m. (SOU 2004:114)
- Ett nytt grundlagsskydd för tryck- och yttrandefriheten? Tryck- och yttrandefrihetsberedningen inbjuder till debatt (SOU 2006:96)
- Grundlagsskydd för digital bio och andra yttrandefrihetsrättsliga frågor (SOU 2009:14)
- Ny yttrandefrihetsgrundlag? – Yttrandefrihetskommittén presenterar tre modeller (SOU 2010:68)
- En översyn av tryck- och yttrandefriheten (SOU 2012:55)

Kommitténs förslag ledde till vissa ändringar i TF, YGL och annan lagstiftning som trädde i kraft 1 januari 2014 respektive 1 januari 2015.